# Launaea nudicaulis
Launaea nudicaulis là một loài thực vật có hoa trong họ Cúc. Loài này được (L.) Hook.f. mô tả khoa học đầu tiên năm 1881.